# Municipio Zamora (Aragua)
El municipio Zamora es uno de los 18 municipios que forman parte del estado de Aragua, Venezuela. Tiene una superficie de 649 km² y una población de 144.754 habitantes (censo 2011). Su capital es Villa de Cura.

## Geografía
Al norte del municipio se encuentra el lago de Valencia, lo que origina una región llana al noroeste y al centro-norte con temperaturas entre los 26 °C y 34 °C. Al sur se encuentra la Serranía del Interior interrumpida solo por un pequeño valle por donde pasa la carretera a San Juan de los Morros.

## Clima
El clima es tropical de Sabana en casi toda su extensión. En la parroquia Magdaleno, se ubica los denominados bosques secos premontañosos y la temperatura oscila entre 26 °C y 34 °C.

## Vegetación
La vegetación predominante es de Sabana, con algunos rasgos de bosques premontañoso

## Actividades económicas
El municipio cuenta con un alto potencial minero, agrícola e industrial. La talabartería es una de las principales actividades económicas de la capital del municipio, también se cuenta con trabajos de tallado de madera en la parroquia de Magdaleno. cría y venta de conejos en la parroquia San Francisco de Asís.

## Relieve
Está comprendido por la serranía del interior, la cual es un bloque montañoso menos realizados que la del litoral. La existencia de abras o pasos naturales como las de Villa de Cura, facilita las comunicaciones entre las depresiones del lago de Valencia, los Valles de Aragua y los Llanos Guariqueños; concretamente entre las ciudades de San Juan de los Morros, Valencia y Maracay.

## Hidrografía
Los principales ríos que se encuentran en el municipio nacen en el sector Las Cenizas (río Las Minas), los Valles de Tucutunemo y el río Tocorón, el cual es un afluente del lago de Valencia. La cuenca del lago de Valencia ha descendido su nivel, debido a la pérdida del caudal de sus ríos afluentes, originando suelos aluviales, que han permitido el desarrollo de una actividad agrícola de gran significado para el municipio, específicamente los sectores de la Huérfana, Santa Lucía y Magdaleno.

## Parroquias
El municipio consta de las siguientes parroquias:
- Parroquia Villa de Cura
- Parroquia No Urbana Magdaleno
- Parroquia No Urbana San Francisco de Asís
- Parroquia No Urbana Valles de Tucutunemo
- Parroquia No Urbana Augusto Mijares

## Himno Oficial
| Letra: Licdos. Elías Álvarez e Isidro Tirado Música: Prof. Aquiles Gómez Coro Es Zamora tierra encrucijada con ínclito furor que irradia el horizonte su ensoñación sembrada de versos de vivo color nuestra historia al grito de canción I Al viento el solsticio de un pasaje naciente a su fundación que hace bailar en un viaje nuestra gesta a la Federación II Somos tus hijos mestizos curados al sol y la lluvia con sangre de todos los siglos llama fulgurante de Zamora III Al grito de «Hombres libres» al compás de corneta de Agraz en avanzada triunfante a la diestra de la paz |

## Política y gobierno

### Alcaldes
| Período     | Alcalde          | Partido político / Alianza | % de votos | Notas |
| ----------- | ---------------- | -------------------------- | ---------- | --- |
| 1989 - 1992 | Alberto Roye     | AD                         | 36,11      | Primer alcalde bajo elecciones directas |
| 1992 - 1995 | Luis Herrera     | MAS                        | 37,49      | Segundo alcalde bajo elecciones directas |
| 1995 - 2000 | Alberto Roye     | ROGE                       |            | Tercer alcalde bajo elecciones directas(se realizaron elecciones generales adelantadas en el 2000 debido a la aprobación de la Constitución de 1999) |
| 2000 - 2004 | Stéfano Mangione | MVR                        | 63,29      | Cuarto alcalde bajo elecciones directas |
| 2004 - 2008 | Stefano Mangione | UNIDOS                     | 32,83      | Reelecto |
| 2008 - 2013 | Aldo Lovera      | PSUV                       | 55,40      | Quinto alcalde bajo elecciones directas (se postergan 1 año las elecciones municipales pautadas para finales del 2012)                               |
| 2013 - 2017 | Michael Reyes    | PSUV                       | 56,32      | Sexto alcalde bajo elecciones directas |
| 2017 - 2021 | Rodulfo Pérez    | PSUV                       | 57,68      | Séptimo alcalde bajo elecciones directas |
| 2021 - 2025 | Anahis Palacios  | PSUV                       | 49,10      | Octavo alcalde bajo elecciones directas |

### Concejo municipal
Período 1989 - 1992
| Concejales:             | Partido político / Alianza |
| ----------------------- | -------------------------- |
| Zayda Aguilar           | AD                         |
| Lorenzo Colarusso       | AD                         |
| Juan José Linares       | AD                         |
| Pedro González          | MAS                        |
| Alida Rodríguez         | MAS                        |
| Nixon Navas             | MAS                        |
| Alexis Guevara          | COPEI                      |
| María Blanco de Bolívar | COPEI                      |
| Blanca Parra de Lara    | COPEI                      |

Período 1992 - 1995
| Concejales:          | Partido político / Alianza |
| -------------------- | -------------------------- |
| Félix Ceballos       | MAS                        |
| Marco Bolívar        | MAS                        |
| Pedro González       | MAS                        |
| Nixon Navas          | MAS                        |
| Julio Saldeño        | AD                         |
| José Álvarez         | AD                         |
| Benicia Esas         | AD                         |
| Blanca Parra de Lara | COPEI                      |
| Pedro Rodríguez      | COPEI                      |

Período 1995 - 2000
| Concejales:        | Partido político / Alianza |
| ------------------ | -------------------------- |
| José Andrade       | ROGE                       |
| Juan José Quintana | ROGE                       |
| Marianina Storaci  | ROGE                       |
| Emilio Sáez        | ROGE                       |
| Lourdes González   | COPEI                      |
| Pedro Guevara      | COPEI                      |
| Iveth Zumaya Pérez | MAS                        |
| Saúl Rodríguez     | MAS                        |
| Félix Rodríguez    | AD                         |

Período 2000 - 2005
| Concejales:              | Partido político / Alianza |
| ------------------------ | -------------------------- |
| '                        | MVR                        |
| '                        | MVR                        |
| '                        | MVR                        |
| '                        | MVR                        |
| '                        | MVR                        |
| Jose Gregorio Villalobos | MVR                        |
| Saul Silva               | MVR                        |
| Jose Ignacio Contreras   | ROGE                       |
| Irama Katiuska Morgado   | ROGE                       |

Período 2005 - 2013
| Concejales:       | Partido político / Alianza |
| ----------------- | -------------------------- |
| Alejandro Barrios | UNIDOS                     |
| Jose Mendez       | UNIDOS                     |
| Henry Olivo       | UNIDOS                     |
| Alida Rodriguez   | UNIDOS                     |
| Saul Silva        | UNIDOS                     |
| Pura Sarrameda    | UNIDOS                     |
| Pedro Bolivar     | PCV                        |
| Pablo Parada      | PODEMOS                    |
| Yanira Roye       | ROGE                       |

Período 2013 - 2018
| Concejales        | Partido político / Alianza |
| ----------------- | -------------------------- |
| Larry Coronado    | PSUV                       |
| Neyla Morales     | PSUV                       |
| Moisés González   | PSUV                       |
| Natascha Alvarado | PSUV                       |
| Edis González     | PSUV                       |
| Francisca Pérez   | PSUV                       |
| Juan Ruiz         | PSUV                       |
| Vladimir Miro     | PSUV                       |
| Francisco Álvarez | MUD                        |

Período 2018 - 2021
| Concejales        | Partido político / Alianza |
| ----------------- | -------------------------- |
| Edis González     | PSUV                       |
| José Zapata       | PSUV                       |
| Anderson Ceballos | PSUV                       |
| Jesus Vera        | PSUV                       |
| Yanet Olivo       | PSUV                       |
| Danilo Pérez      | PSUV                       |
| Lilia Rodríguez   | PSUV                       |
| Yalenny León      | PSUV                       |
| Johander Rivero   | PSUV                       |

Periodo 2021 - 2025
| Concejales:       | Partido político / Alianza |
| ----------------- | -------------------------- |
| Yohaly Vasquez    | PSUV                       |
| Gaudy Veloz       | PSUV                       |
| Franklin Aponte   | PSUV                       |
| Nunca Toro        | PSUV                       |
| Yanet Olivo       | PSUV                       |
| Armando Hernández | PSUV                       |
| Lilia Rodríguez   | PSUV                       |
| Yomar Gil         | CMC                        |
| Beatriz Pérez     | MUD                        |